# Catopta albonubilus
Catopta albonubilus är en fjärilsart som beskrevs av Ludwig Carl Friedrich Graeser 1888. Catopta albonubilus ingår i släktet Catopta och familjen träfjärilar. Inga underarter finns listade i Catalogue of Life.